# Niokosso
Niokosso  è una città e sottoprefettura della Costa d'Avorio appartenente al dipartimento di Koro. Conta una popolazione di 6 308 abitanti (censimento 2014).